# Edificio Baxter
El Edificio Baxter es un edificio ficticio de oficinas con 35 pisos que aparece en los cómics estadounidenses publicados por Marvel Comics. El edificio está representado en Manhattan, y sus cinco plantas superiores albergan las oficinas centrales de Los 4 Fantásticos.

## Historial de publicaciones
Apareció por primera vez en Fantastic Four # 3 (marzo de 1962) y fue creado por Stan Lee y Jack Kirby. El Edificio Baxter fue la primera guarida de superhéroes de cómics que fue bien conocida por el público en general en el mundo ficticio.
El edificio Baxter se destruye en Fantastic Four # 278 (mayo de 1985), escrito y dibujado por John Byrne. Explicando por qué eligió destruir la estructura emblemática, Byrne dijo: "El edificio HQ de la FF se había establecido hace mucho tiempo como 35 pisos de altura. Impresionante en 1962, pero no tanto en 1980, cuando llegué al libro. "Parece que podría comenzar a referirme al edificio como más alto que todas las historias anteriores, así que decidí algo un poco más dramático".

## Descripción ficticia
Ubicada en la calle 42 y Av. Madison en la ciudad de Nueva York, fue construida en 1949 por Leland Baxter Paper Company. Originalmente diseñado como un sitio industrial de gran altura para acomodar maquinaria de reciclaje de pulpa para servir en el área de Manhattan, cada altura del piso es de 24 pies (7.3 m). Los 5 mejores pisos del edificio de 35 pisos fueron comprados directamente por los Cuatro Fantásticos.
La construcción del marco de acero del edificio utilizó la primera aplicación de "refuerzo K" en el mundo y es una de las estructuras más fuertes de este tipo. El edificio Baxter se encuentra a pocas cuadras del edificio de las Naciones Unidas. Reed Richards ha solicitado muchas variaciones de zonas de uso de la tierra para permitir la reconstrucción masiva de los cinco pisos superiores para la instalación de un silo fuertemente silenciado, con un cohete amortiguado.
El diseño de la sede de los Cuatro Fantásticos se basa estrictamente en líneas utilitarias, a excepción de apartamentos y áreas públicas. Todos los aspectos del diseño se mejoran constantemente, incluida la seguridad. Por ejemplo, las ventanas son compuestos de 2 pies (0,61 m) de espesor de varios vidrios y plásticos que se reflejan en el exterior. Las paredes exteriores sólidas y blindadas también están revestidas con un espejo y son indistinguibles de las secciones transparentes.
Las cinco secciones principales del edificio Baxter son completamente herméticas; todas las puertas son airlocks. El área comprendida entre los ascensores 2, 3 y 4 en todas las plantas proporciona un soporte ambiental completo (incluida la atmósfera). El armazón de aleación de acero del edificio es lo suficientemente rígido como para colocarse en una esquina y no colapsar (se sugirió que el Edificio Baxter no colapsó por su propio peso debido al uso de la telequinesia táctil por Gladiador de la Guardia Imperial Shi'ar. Reed mismo declaró que incluso con la estructura reforzada, no debería ser posible de otra manera).
La zona de amortiguación es la interfaz entre los cinco pisos superiores y los niveles inferiores. Proporciona una desconexión rápida entre los segmentos superior e inferior del edificio. Contiene una serie de grandes arietes de petróleo para amortiguar cualquier oscilación entre los cinco niveles superiores y la base del edificio. La zona de amortiguamiento contiene algunos equipos de apoyo para los niveles superiores, pero principalmente es el "piso mecánico", que proporciona calefacción, ventilación, aire acondicionado y equipos de soporte de ascensores para los 30 pisos inferiores.

### Propiedad
Una broma constante durante años en el título fue que el propietario Walter Collins estaba inicialmente ansioso por alquilar a un equipo de superhéroes para la publicidad y el prestigio, pero pronto lamentó su decisión ya que el edificio se convirtió en un objetivo constante para numerosos ataques de supervillanos comenzando con Fantastic Four # 6 en el que Doctor Doom lanzó todo el edificio al espacio exterior. Los ataques dificultaron las cosas no solo para los Cuatro, sino también para los demás inquilinos en los pisos inferiores. Finalmente, Reed Richards decidió invocar una cláusula del contrato de alquiler y compró todo el edificio para evitar el desalojo.

### Iteraciones
Finalmente, el edificio fue destruido por el hijo adoptivo del Doctor Doom, Kristoff Vernard, quien lo envió al espacio y lo hizo explotar en un intento de asesinar a los Cuatro Fantásticos. Fue reemplazado por la Plaza de las Cuatro Libertades, construido sobre el mismo sitio. Después de que los Cuatro Fantásticos y otros héroes disfrazados fueron dados por muertos después de su batalla con Onslaught, los Cuatro de la Plaza fueron despojados de todo el equipo de los Cuatro Fantásticos por Vernard y el padre de Reed Richards, Nathaniel, quien lo envió a la Zona Negativa para mantenerlo fuera de las manos del ejército de los Estados Unidos.
A su regreso, los Cuatro Fantásticos no pudieron regresar a Plaza de las Cuatro Libertades, ya que había sido destruido por los Thunderbolts, poco después de la revelación de que en realidad eran los enemigos de antaño de los Vengadores, los Maestros del Mal. Por lo tanto, los Cuatro Fantásticos se mudaron a un almacén adaptado a lo largo del río Hudson al que denominaron Pier 4. El almacén fue destruido durante una batalla con Diablo, después de lo cual el equipo recibió un nuevo edificio de Baxter, cortesía del exprofesor de Reed Noah Baxter. Este edificio de Baxter se construyó en la órbita de la Tierra y se teletransportó al lote vacío anteriormente ocupado por el edificio original de Baxter y la Plaza de las Cuatro Libertadores. La planta baja actual del edificio Baxter se utiliza como una tienda de regalos y un museo abierto al público.
A raíz del colapso del multiverso, los Cuatro Fantásticos se han disuelto cuando la familia de Richards ha ido a reconstruir el multiverso, dejando que la Cosa se una a los Guardianes de la Galaxia, mientras la Antorcha Humana está trabajando como embajador de los Inhumanos y como miembro del Escuadrón de la Unidad de los Vengadores. Como resultado, el Edificio Baxter abandonado fue subastado, hasta que fue comprado para servir como la sede temporal de Industrias Parker, para consternación inicial de la Antorcha Humana. Sin embargo, Peter Parker le explicó a la Antorcha que superó a Alchemax, Industrias Hammer y Roxxon por la propiedad del edificio simplemente para mantenerlo fuera de sus manos, y devolverá el Edificio Baxter cuando los Cuatro Fantásticos se reúnan. Al presenciar una gran escultura de los Cuatro Fantásticos en el hall de entrada que fue creado por Alicia Masters, la Antorcha refleja que está contento de que el edificio se quede con la familia. Pero cuando Industrias Parker fue destruida durante Imperio Secreto, se vendió a un comprador anónimo y actualmente es la sede de The Fantastix.

## Otras versiones

### 1602
En la miniserie Marvel 1602, Los Cuatro Fantásticos, Sir Richard Reed y Susan Storm están alquilando una casa solariega de Lord Baxter. Sir Richard lo equipó con un observatorio y un laboratorio químico.

### Viejo Quill
En la línea de tiempo del Viejo Logan, el Edificio Baxter se usa como un misil, y finalmente mata a Loki en el Medio Oeste de Estados Unidos. Los restos destrozados del edificio todavía contienen muchos secretos, que atraen a personas de galaxias completamente distintas. Peter Quill espera usar estos secretos para salvar lo que queda de la galaxia.

### Spider-Verse
En la historia de Spider-Verse, El Edificio Baxter de Tierra-802 es la oficina principal de Jennix of the Heerder y alberga sus instalaciones de clonación (que usan para resucitarse en caso de muerte). La versión del universo de la Antorcha Humana es la cabeza de seguridad. Las Arañas Escarlatas se infiltraron en el edificio y se convirtieron en el sitio de batalla con Jennix en el que Ben Reilly sacrificó su vida para destruir el edificio que acababa con la única instalación de clonación en funcionamiento de los Herederos.

### Ultimate Marvel
En el universo de Ultimate Marvel, el Edificio Baxter es un grupo de expertos del gobierno de EE. UU., Donde a los niños excepcionalmente dotados se les ofrecen puestos gubernamentales para utilizar su inteligencia para servir a su país. El gobierno contactó a Reed Richards debido a sus experimentos en teletransportación; habían encontrado pequeños carros de juguete que él había enviado a la Zona-N. En el Edificio Baxter, Reed se encuentra con el Profesor Franklin Storm; Los dos hijos de Storm, Susan y Johnny; así como a Victor Van Damme (Dr. Doom). El edificio es supervisado por el General "Thunderbolt" Ross. Los deberes de seguridad son supervisados por el soldado Willie Lumpkin.
En esta versión, Hombre Topo es originalmente el Dr. Molekevic, un exempleado del Edificio Baxter. Su servicio finaliza cuando sus proyectos se consideran "no éticos".
Después del accidente que les dio a los Cuatro Fantásticos, sus poderes, los niños que no fueron alterados fueron trasladados a otra instalación en Oregon. El Edificio Baxter luego se convierte en la sede de los 4 Fantásticos.
El Edificio Baxter también aparece en Ultimate Iron Man, volumen 1, números 4-5.

## En otros medios

### Televisión
- Los Cuatro Fantásticos es la serie de dibujos animados de la década de 1960 contó con el Edificio Baxter como la sede del grupo.
- El edificio Baxter aparece en la década de 1990, Los 4 Fantásticos la serie de televisión. En este dibujo animado, el propietario contrariedad fue sustituida por una casera llamada Lavina Forbes (voz de la esposa de Stan Lee, Joan Lee).[21] Por la temporada 2, que fue sustituido por cuatro libertades Plaza como su base de operaciones después de que fue destruido en el episodio "Y un ciego los pastoreará."
- El edificio Baxter aparece en Fantastic Four: World's Greatest Heroes. En esta versión (Tierra-135263), el edificio parece ser un art déco inspirado 30-40 plantas del edificio con una torre adicional más alto que el edificio original construido en el techo. Esta torre sirve como laboratorio, el almacenamiento, la formación y la sede del equipo de Reed Richards. La presencia de amenazas y ataques interdimensionales de supervillanos ha restado los posibles inquilinos del edificio, dejando a la mayoría de las vacantes que, sin embargo, parece sufrir ninguna tensión financiera. En el espectáculo, la casera es Courtney Bonner-Davis (voz de Laura Drummond). El edificio ha sido tanto lanzado al espacio subterráneo y sumergido.
- El Edificio Baxter aparece en The Avengers: Earth's Mightiest Heroes, episodios de "El hombre que robó la Mañana" y "La guerra privada del Doctor Doom".
- El Edificio Baxter aparece en Hulk and the Agents of S.M.A.S.H. episodio, "El Coleccionista", donde la Mole organiza una partida de póquer contra Hulk, Red Hulk y She-Hulk, antes de ser capturados por el Coleccionista. En "Dentro de la Zona Negativa", Hulk viajó al Edificio Baxter en Nueva York para usar el portal de la Zona Negativa de los Cuatro Fantásticos.

### Cine
- Apareció en el 2005, Los 4 fantásticos, que se muestra como un art-deco bloque de apartamentos, donde Reed Richards (Ioan Gruffudd) había alquilado toda la planta superior y lo convirtió en un laboratorio / casa. Victor Von Doom (Julian McMahon) hace referencia a muchos veces que no podía pagar las cuentas para mantener las luces de navegación. De Vancouver Marine Building fue seleccionado como el lugar de rodaje del Edificio Baxter debido a su aspecto art deco.[22]
- En la película de 2007, Los 4 Fantásticos y Silver Surfer. El techo del edificio Baxter fue el escenario de la boda de Reed Richards y Susan Storm.[23] A fin de reflejar el aumento de la prosperidad de los Cuatro Fantásticos, se ha actualizado la descripción del Edificio Baxter. De acuerdo con el guionista Don Payne, "El edificio Baxter, porque son más éxito y ganar más dinero, ha sido reformado. Así que no es tan sucio, más alta tecnología."[24]
- En la película del 2015, Los 4 Fantásticos, el edificio Baxter pasa a llamarse Fundación Baxter y se representa como un grupo de expertos financiado por el gobierno para jóvenes científicos, fundado por Franklin Storm.[25]Después de demostrar con éxito el ingeniero de teletransportación, un asombrado Franklin invita a Reed al Baxter (junto con su hija Sue y Victor Von Doom) para ayudar a terminar la tan esperada Puerta Cuántica del instituto, que finalmente los llevaría a obtener sus habilidades a través del Planeta Cero.
- En la película de 2022, Doctor Strange en el multiverso de la locura, Christine Palmer de Tierra-838 mencionó que trabaja en la Fundación Baxter en su tierra.
- El Edificio Baxter aparecerá en Los Cuatro Fantásticos: primeros pasos (2025).

### Videojuegos
- Spider-Man y Venom irrumpen en el Edificio Baxter mientras los Cuatro Fantásticos están fuera de la ciudad para recuperar el arma sónica de Reed Richards para luchar contra Carnage en el juego de 1993 Spider-Man y Venom: Maximum Carnage.
- El Edificio Baxter aparece como una de las zonas del mundo del juego llamada Baxter Plaza en Super Hero Squad Online, con varios lugares temáticos de los Cuatro Fantásticos, como un club de baile basado en Johnny Storm, un restaurante de pizzas basado en la Cosa, una máquina para convertir jugadores invisible basado en la Mujer Invisible, y un spot de movimiento de vuelo de cuatro jugadores basado en Reed Richards.
- En el videojuego Spider-Man de 2000, Spider-Man puede ir al edificio Baxter en el segundo nivel, donde puede recoger una copia de Amazing Spider-Man # 1 (con el FF). Si el modo "Qué pasaría si" está activado, Johnny aparecerá y explicará que él y los otros tres están luchando contra Hombre Topo y se va volando.
- En el videojuego, Ultimate Spider-Man, el jugador puede encontrarse con Johnny Storm en la parte superior del Edificio Baxter para una carrera.
- El edificio Baxter es un mapa del videojuego Fantastic Four basado en la película de 2005.
- El edificio Baxter se puede ver en la pantalla de carga de Antorcha Humana en Marvel: Ultimate Alliance, así como en las artes anteriores para el juego. Cuando Comadreja estaba buscando un lugar para esconderse de S.H.I.E.L.D., Hank Pym menciona a los jugadores que podría haber soldados de S.H.I.E.L.D. allí ya que menciona que Reed Richards tiende a trabajar con S.H.I.E.L.D.
- El edificio Baxter también se presenta en The Incredible Hulk como un edificio emblemático y destructible.
- El Edificio Baxter también aparece en Spider-Man: Web of Shadows, donde, en el techo, puedes recoger objetos coleccionables de araña en forma de 4, una vez que se recogen los coleccionables, puedes ver un cuarto impreso en la plataforma de aterrizaje.
- El edificio Baxter se puede ver en el fondo de la etapa de Daily Bugle en Marvel vs. Capcom 3.
- El edificio Baxter aparece en Marvel Super Hero Squad Online.
- El Edificio Baxter aparece y tiene un nivel en Lego Marvel Superheroes.

### Representaciones comerciales
- El Edificio Baxter se incluye entre los lugares ficticios representados en un "recorrido virtual" de la ciudad de Nueva York, New York Skyride.[26]
- Es una ubicación que aparece en el parque temático Universal's Islands of Adventure, ubicado en "Marvel Super Hero Island".[27]